# Alice (丹下桜のアルバム)
『Alice』（アリス）は、丹下桜の企画ミニアルバム。1999年3月26日、KONAMIより発売された。

## 解説
当時、NACK5で放送されていたラジオ番組『Alice ON WONDER-NET』から生み出された企画ミニアルバムで2曲目「Alice」にはセリフが入っているが、これは番組の冒頭で流れていたものである。初回限定盤は、スペシャルパッケージ仕様。

## 収録曲
| #         | タイトル                                | 作詞      | 作曲             | 編曲               | 時間  |
| --------- | --------------------------------------- | --------- | ---------------- | ------------------ | ----- |
| 1.        | 「innocence」                           | 松浦有希  | 松浦有希・吉田潔 | 吉田潔・松浦有希   | 5:21  |
| 2.        | 「Alice-introduction-」(セリフ：丹下桜) |           | 吉田潔           | 吉田潔             | 1:04  |
| 3.        | 「Wonder Network-Rabbit version-」      | 丹下桜    | 依田和夫         | 吉田潔             | 4:43  |
| 4.        | 「ハッピーアプローチ」                  | 丹下桜    | 宮島律子         | 吉田潔             | 4:22  |
| 5.        | 「あなたというひと」                    | 松浦有希  | 松浦有希・吉田潔 | 吉田潔・松浦有希   | 5:05  |
| 6.        | 「女神たちの夜明け-Alice MIX-」         | 吉元由美  | 朝井泰生         | 福田裕彦・朝井泰生 | 5:01  |
| 7.        | 「Stand by Me」                         | 丹下桜    | 坂下正俊         | 水島康貴           | 4:17  |
| 8.        | 「Thinking Of You-Alice MIX-」          | 吉元由美  | 川上明彦         | 川上明彦           | 4:35  |
| 9.        | 「Alice-reprise-」                      |           | 吉田潔           | 吉田潔             | 1:07  |
| 合計時間: | 合計時間:                               | 合計時間: | 合計時間:        | 合計時間:          | 35:35 |

## 楽曲解説
1. innocence
2. Alice-introduction-
3. Wonder Network-Rabbit version-
  - NACK5ラジオ『Alice ON WONDER-NET』オープニングテーマ。
  - 8thシングル「Wonder Network/private link」収録曲アレンジ。ベストアルバム『SAKURA』にもこのバージョンで収録されている。
4. ハッピーアプローチ
  - TOKYO FMラジオ『氷上・丹下のトラチョコ・チャット』オープニングテーマ。
5. あなたというひと
6. 女神たちの夜明け-Alice MIX-
7. Stand by Me
  - TOKYO FMラジオ『丹下・氷上のトラブルチョコレート』オープニングテーマ。
  - 別バージョン（アルバム『Musees de Sakura』バージョン）は超!A&G+のラジオ『丹下桜のRADIO・A・La・Mode』エンディングテーマ。
  - 7thシングル
8. Thinking Of You-Alice MIX-
9. Alice-reprise-